# 道の駅ほうじょう

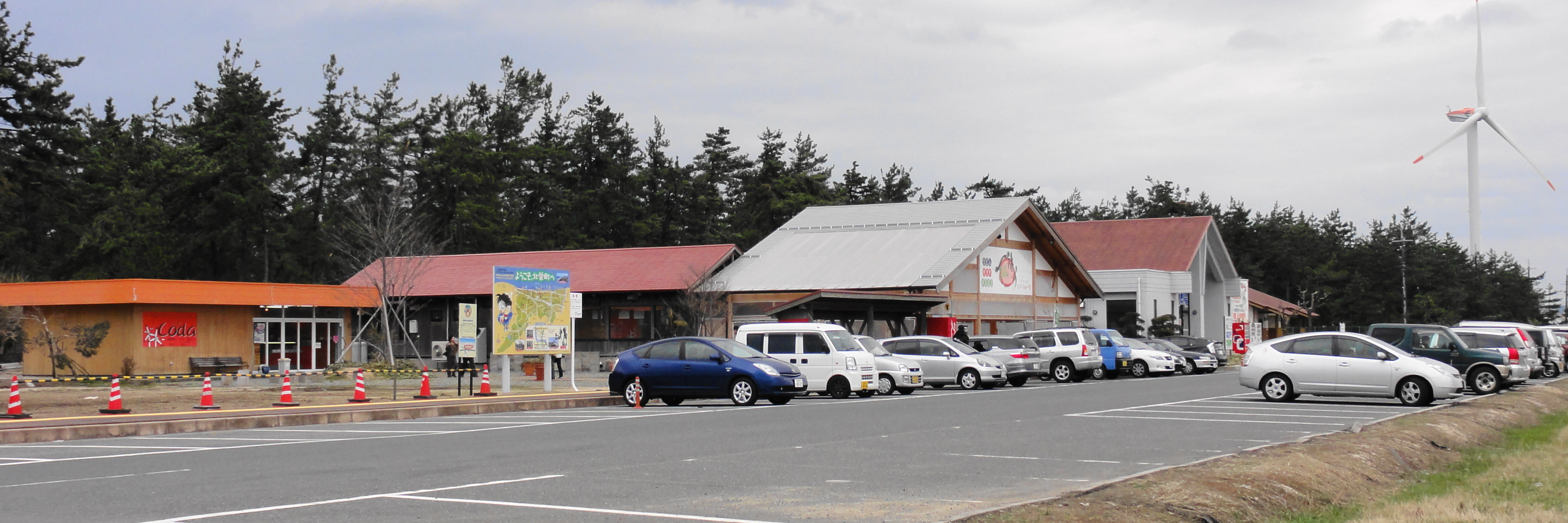
北エリア（2010年）

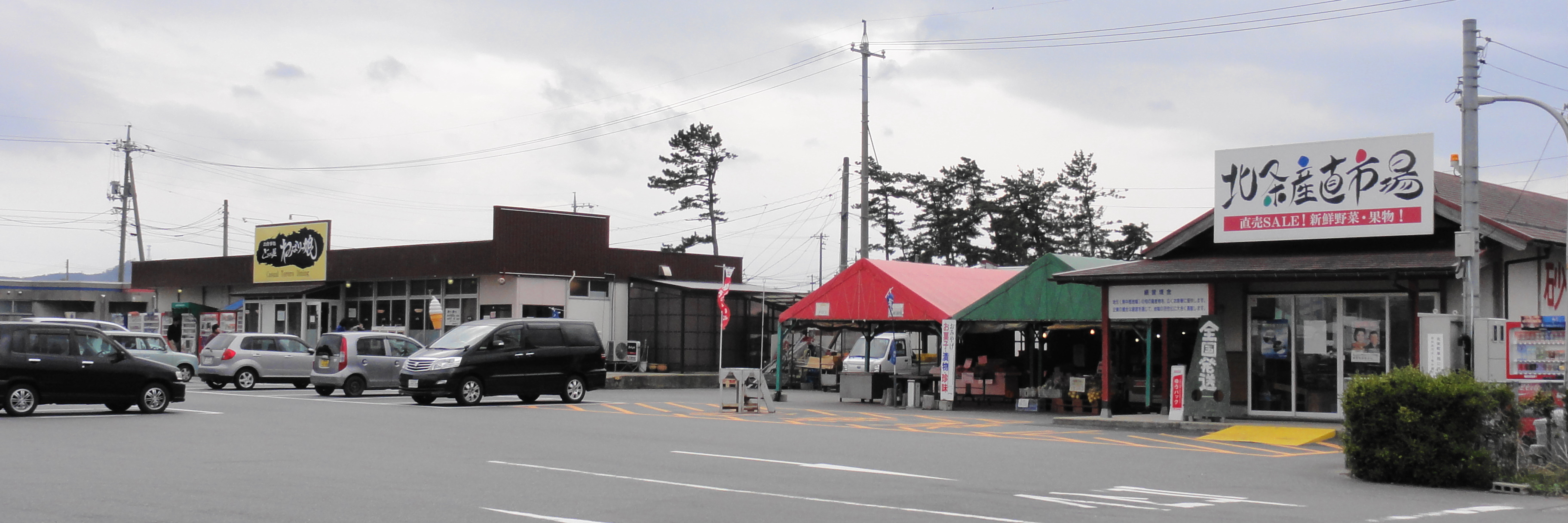
旧・道の駅北条公園 南エリア（2010年）

道の駅ほうじょう（みちのえき ほうじょう）は、鳥取県東伯郡北栄町国坂にある国道9号の道の駅である。
1993年（平成5年）11月24日に道の駅「北条公園」として登録された。その後、2023年（令和5年）に新名称を公募して「道の駅ほうじょう」となった。また、2022年（令和4年）10月20日より再整備に伴い南エリアは臨時休業していたが、2025年（令和7年）4月25日午前11時にリニューアルオープンした。

## 施設
国道9号を挟んで南エリアと北エリアに分かれており、2025年のリニューアルオープン後は南エリアに駅舎や附属棟、北エリアにトイレ棟やキャンプ場が整備されている。

### 南エリア
- 駐車場
  - 大型車24台[7]
  - 小型車169台（うちハートフル4台、EV3台）[7]
- トイレ
- 地域振興施設（レストラン、ファストフード、農産物直売所、キッズコーナー、中庭テラス 等）[7]
- 附属棟（防災倉庫）[7]

### 北エリア
- 駐車場
  - 大型車12台[7]
  - 小型車80台（うちハートフル3台）[7]
- トイレ
- 地域振興施設（レストラン、ファストフード、農産物直売所）[7]
- キャンプ場[7]
- 坂野重信顕彰碑

## 休館日
- 第2月曜日
- 年末年始

## アクセス
- 国道9号 - 登録路線
- 国道313号
- 北栄町道1329号北条北線（旧国道313号）[8]

## 周辺
- 北条湯原道路（北条倉吉道路）北条IC
- 鳥取県園芸試験場砂丘地農業研究センター